# Liste der Kulturdenkmäler in Wallertheim
In der Liste der Kulturdenkmäler in Wallertheim sind alle Kulturdenkmäler der rheinland-pfälzischen Ortsgemeinde Wallertheim aufgeführt. Grundlage ist die Denkmalliste des Landes Rheinland-Pfalz (Stand: 25. März 2025).

## Denkmalzonen
| Bezeichnung                    | Lage                                                   | Baujahr                            | Beschreibung                                                        | Bild                           |
| ------------------------------ | ------------------------------------------------------ | ---------------------------------- | ------------------------------------------------------------------- | ------------------------------ |
| Denkmalzone Jüdischer Friedhof | östlich des Ortes an der B 420; Flur Am Judenpfad Lage | zweite Hälfte des 19. Jahrhunderts | circa 40 Grabsteine, zweite Hälfte des 19. Jahrhunderts bis um 1930 | weitere Bilder Fotos hochladen |

## Einzeldenkmäler
| Bezeichnung                            | Lage                                                   | Baujahr                    | Beschreibung | Bild                           |
| -------------------------------------- | ------------------------------------------------------ | -------------------------- | --- | ------------------------------ |
| Katholische Kirche St. Simon und Judas | Agnesienstraße 7 Lage                                  | 18. Jahrhundert            | doppelgeschossiger barocker ehemaliger Kapellenkarner, 18. Jahrhundert, Anfang des 19. Jahrhunderts klassizistisch überformt, 1938 erweitert                                                                | weitere Bilder Fotos hochladen |
| Wohnhaus                               | Bahnhofstraße 8 Lage                                   | um 1890/00                 | stattlicher gründerzeitlicher Walmdachbau, Renaissancemotive, um 1890/00 | Fotos hochladen                |
| Torbogen                               | Marktplatz, an Nr. 1 Lage                              | 1724                       | reliefierter Torbogen, bezeichnet 1724 | weitere Bilder Fotos hochladen |
| Evangelische Pfarrkirche               | Neustraße 5 Lage                                       | um 1300                    | frühgotischer ehemaliger Chorturm, um 1300, neugotischer Saalbau, 1880; Kriegerdenkmal 1870/71, Grabsteine des 18. Jahrhunderts                                                                             | weitere Bilder Fotos hochladen |
| Hofanlage                              | Obergasse 23 Lage                                      | ab 1710                    | ehemaliger Mennonitenhof; Dreiseithof; barockes Fachwerkwohnhaus mit massivem Erdgeschoss, bezeichnet 1770 und 1832; Scheune, ehemals bezeichnet 1710; Schweinestall bezeichnet 1804; bauliche Gesamtanlage | Fotos hochladen                |
| Evangelischer Pfarrhof                 | Steggasse 15 Lage                                      | 1727                       | barocker Walmdachbau, 1727; zweiteilige Toranlage, bezeichnet 1729; straßenbildprägend | weitere Bilder Fotos hochladen |
| Amtshaus                               | Wassergasse 6 Lage                                     | Mitte des 18. Jahrhunderts | ehemaliges Rheingräflich-Dhaunsches Amtshaus; Krüppelwalmdachbau, Mitte des 18. Jahrhunderts; in der Gartenmauer spätgotische Pforte, bezeichnet 1612                                                       | Fotos hochladen                |
| Wohnhaus                               | Wassergasse 13 Lage                                    | um 1700                    | barockes Fachwerkhaus, teilweise massiv, um 1700, Umbau 1763 (?) | Fotos hochladen                |
| Wohnhaus                               | Wassergasse 15/17 Lage                                 | 1715                       | barockes Fachwerkhaus, teilweise massiv, bezeichnet 1715 | weitere Bilder Fotos hochladen |
| Portal                                 | Wassergasse, an Nr. 18 Lage                            | 1808                       | Oberlichtportal, bezeichnet 1808 | weitere Bilder Fotos hochladen |
| Wasserwerk Wallertheim                 | östlich des Ortes an der B 420; Flur Am Judenpfad Lage | 1905                       | Wasserbehälter, Typenbau, bezeichnet 1905 | weitere Bilder Fotos hochladen |
| Lettenmühle                            | östlich des Ortes Lage                                 | 1780                       | ehemaliges Wohn- und Mühlengebäude unter Mansarddach mit Krüppelwalmen, bezeichnet 1780 | Fotos hochladen                |

## Ehemalige Kulturdenkmäler
| Bezeichnung | Lage               | Baujahr | Beschreibung | Bild |
| ----------- | ------------------ | ------- | --- | ---- |
| Hofanlage   | Wassergasse 1 Lage | 1717    | Hofanlage; barockes Wohnhaus, bezeichnet 1717; reliefierter Torbogen, bezeichnet 1724; aus Denkmalliste gelöscht | BW   |